# إدارة المهرجانات السينمائية الهندية
إدارة المهرجانات السينمائية الهندية هي منظمة ترعى تقديم مهرجان الفيلم الدولي الهندي، وجوائز السينما الوطنية، والبانوراما الهندية. على الرغم من أن الإدارة تساعد كل عام في تعيين أعضاء لجان التحكيم، إلا أنها لا تملك أي حق تدخل في اختيار الأفلام المشاركة أو الأفلام الفائزة بالجوائز.